# Елвира Рахич
Елвира Рахич (на босненски: Elvira Rahić) е известна северномакедонска и босненска турбофолк певица.

## Биография
Родена е на 1 септември 1975 година в Скопие, тогава в Социалистическа федеративна народна република Югославия, днес в Северна Македония. По произход е бошнячка и израства в Сиеница. Музикалната си кариера започва в 1991 година в Сараево. Смятана е за една от най-успешните босненски певици и записва дуети с много известни босненски певци. В 2011 година се оттегля от музикалната сцена по лични и здравословни причини, но се завръща в 2016 година.

## Дискография
- Нема жара (1991)
- Желим те (1992)
- Желим ти срећу (1993)
- Сада знам (1994)
- Шта ако се заљубим (1996)
- Избриши све успомене (1998)
- Љубав господине (2000)
- Хотел „Чекање“ (2005)
- Мираз (2008)
- Цура са Чаршије (2011)